# ناصر جیگا
ناصر جیگا (انگلیسی: Nasser Djiga؛ زادهٔ ۱۵ نوامبر ۲۰۰۲) بازیکن فوتبال اهل بورکینافاسو است.
وی همچنین در تیم‌های ملی فوتبال زیر ۲۰ سال بورکینافاسو و بورکینافاسو بازی کرده است.